# Je suis ton amour !
Albums de Sofia Rotaru
Quel est le temps dans le cœur
(2007)
Je suis ton amour ! (russe: Ya — tvoya lyubovi!/Я — твоя любовь!) est le 21e album de la chanteuse russe, ukrainienne, moldave et anciennement soviétique Sofia Rotaru, mis en vente internationalement le 14 août 2008 sous l'étiquette de la Artur-Music et SOFIA studio. Cet opus sera probablement le dernier produit en collaboration avec la maison de disques ukrainienne Artur-Music à cause de nombreuses controverses liées à la sortie de l'album.
L'album a été mis en vente le 9 juin 2008 en Ukraine et le 14 août internationalement, avec sa sortie en Russie.